# Медвеђа дружиница
Медвеђа дружиница (енгл. We Baby Bears) америчка је анимирана телевизијска серија, аутора Менија Хернандеза за Cartoon Network. Преднаставак је анимиране серије Медвеђа дружина, чији је аутор Данијел Чонг. Продуцира је Cartoon Network Studios, а премијерно је емитована 1. јануара 2022. године. У Србији је премијерно емитована 25. априла 2022. године за Cartoon Network, синхронизована на српски језик.

## Радња
Медвеђа дружиница прати Гриза, Панду и Леденог као бебе које траже нови дом у магичној кутији за телепортовање.

## Гласовне улоге
| Улога   | Изворни глас   | Српски глас        |
| ------- | -------------- | ------------------ |
| Гриз    | Конор Андраде  | Олег Дамњановић    |
| Панда   | Амари Макој    | Лазар Перишић      |
| Ледени  | Макс Мичел     | Виктор Мајер       |
| Наратор | Деметри Мартин | Предраг Дамњановић |

## Епизоде
| #   | #   | Српски назив        | Изворни назив | Редитељ                         | Сценариста              | Премијера        | Премијера у Србији |
| --- | --- | ------------------- | ------------- | ------------------------------- | ----------------------- | ---------------- | ------------------ |
| 1.  | 1.  | Магична кутија      |               | Мени Хернандез                  | Мени Хернандез          | 1. јануар 2022.  | 25. април 2022.    |
| 2.  | 2.  |                     |               | Џорџ Каприлијан                 | Мики Хелер              | 1. јануар 2022.  |                    |
| 3.  | 3.  |                     |               | Џорџ Каприлијан                 | Шон Перлман             | 1. јануар 2022.  |                    |
| 4.  | 4.  | Меда-сирена         |               | Џорџ Каприлијан                 | Мики Хелер              | 1. јануар 2022.  | 27. април 2022.    |
| 5.  | 5.  |                     |               | Џорџ Каприлијан                 | Крис Мукај              | 1. јануар 2022.  |                    |
| 6.  | 6.  |                     |               | Кристина Чанг                   | Мики Хелер              | 1. јануар 2022.  |                    |
| 7.  | 7.  |                     |               | Кристина Чанг                   | Мики Хелер              | 1. јануар 2022.  |                    |
| 8.  | 8.  | Папагај гусар Поли  |               | Кристина Чанг и Џорџ Каприлијан | Крис Мукај              | 1. јануар 2022.  | 27. април 2022.    |
| 9.  | 9.  |                     |               | Кристина Чанг                   | Мики Хелер              | 1. јануар 2022.  |                    |
| 10. | 10. |                     |               | Џорџ Каприлијан                 | Дик Грунерт             | 1. јануар 2022.  |                    |
| 11. | 11. |                     |               | Кристина Чанг                   | Крис Мукај              | 3. јануар 2022.  |                    |
| 12. | 12. | Снегде као код куће |               | Џорџ Каприлијан                 | Крис Мукај              | 3. јануар 2022.  | 25. април 2022.    |
| 13. | 13. |                     |               | Џорџ Каприлијан                 | Мики Хелер              | 10. јануар 2022. |                    |
| 14. | 14. |                     |               | Кристина Чанг                   | Мики Хелер              | 10. јануар 2022. |                    |
| 15. | 15. |                     |               | Џорџ Каприлијан                 | Шакира Пресли           | 17. јануар 2022. |                    |
| 16. | 16. |                     |               | Џорџ Каприлијан                 | Шон Кенџи Перлман       | 17. јануар 2022. |                    |
| 17. | 17. |                     |               | Кристина Чанг                   | Чарли Фелдман           | 24. јануар 2022. |                    |
| 18. | 18. |                     |               | Кристина Чанг                   | Крис Мукај              | 24. јануар 2022. |                    |
| 19. | 19. |                     |               | Џорџ Каприлијан                 | Мики Хелер и Крис Мукај | 31. јануар 2022. |                    |
| 20. | 20. |                     |               | Кристина Чанг                   | Мики Хелер и Крис Мукај | 31. јануар 2022. |                    |